# オーシャンズ8
『オーシャンズ8』（オーシャンズ・エイト、原題：Ocean's Eight）は、2018年のアメリカ合衆国の犯罪映画。監督はゲイリー・ロス、主演はサンドラ・ブロックが務めた。
『オーシャンズ11』に始まる『オーシャンズ』シリーズのスピンオフ作品。時系列上は『オーシャンズ13』から続く物語となっている。主人公のデビーが前作の主人公ダニーの妹であるという設定を除いては、大きなつながりはなく、独立した作品である。

## ストーリー
史上最強の犯罪ドリームチーム「オーシャンズ」を率いたカリスマ的リーダー、ダニー・オーシャンの妹、デビーは5年8ヶ月の服役の末に刑務所から出所。出所時の面接にて「二度と犯罪はしない。普通の生活を送りたい」と語ったデビーだが、彼女は服役中にはニューヨーク市メトロポリタン美術館でのファッションの祭典、メットガラで高級な宝石を一挙に盗み出すという壮大な計画を立てていた。出所後、デビーはかつての仲間のルーと共に、この計画を実行に移すべく、次々と仲間をスカウトしていくが、真の目的は単に宝石を盗み出すことだけではなかった。

## キャスト
※括弧内は日本語吹替。
- デビー・オーシャン - サンドラ・ブロック（本田貴子）
- ルー・ミラー - ケイト・ブランシェット（塩田朋子）
- ダフネ・クルーガー - アン・ハサウェイ（甲斐田裕子）
- アミータ - ミンディ・カリング（釘宮理恵）
- タミー - サラ・ポールソン（園崎未恵）
- コンスタンス - オークワフィナ（杉浦慶子）
- ナインボール - リアーナ（村中知）
- ローズ・ワイル - ヘレナ・ボナム＝カーター（高乃麗）
- クロード・ベッカー - リチャード・アーミティッジ（大塚明夫）
- ジョン・フレイジャー - ジェームズ・コーデン[15]（かぬか光明）
- ペネロペ・スターン - ダコタ・ファニング（大津愛理）
- ルーベン・ティシュコフ - エリオット・グールド（富田耕生）
- イエン - シャオボー・チン
- ローレンス - リチャード・ロビショー（多田野曜平）
- ユーリ - ジェームズ・ビベリー（青山穣）
- イーディ - イーディ・キーナン（木村珠莉）
- ヴェロニカ - ナターニャ・アレクサンダー（井澤詩織）
- カイル - ギデオン・グリック（吉田健司）
- ギレルモ - ミグス・ゴベア（和泉宗兵）
- エイプリル - ミドリ・フランシス（西川舞）
- レネ - マーロ・トーマス（英語版）（山口礼子）

カメオ出演
以下は本人役での出演
- アナ・ウィンター（井上カオリ）
- ハイディ・クルム
- キム・カーダシアン
- マリア・シャラポワ
- ゼイン・マリク
- ケイティ・ホームズ（大津愛理）
- アドリアナ・リマ
- カイリー・ジェンナー
- ジジ・ハディッド
- ソフィア・リッチー
- アレキサンダー・ワン
- オリヴィア・マン
- セリーナ・ウィリアムズ（日野佑美）
- ケンダル・ジェンナー
- ザック・ポーゼン（英語版）
- デレク・ブラスバーグ（英語版）
- ローレン・サント・ドミンゴ（英語版）
- ヘイリー・ボールドウィン
- コモン（俊藤光利）

マット・デイモンがライナス・コールドウェル役、カール・ライナーがソール・ブルーム役でカメオ出演したが、前者の出演シーンはカットされた（後述）。

## 製作
『オーシャンズ13』の公開直後、スティーヴン・ソダーバーグは「ジョージ・クルーニーがこの作品を以てダニー・オーシャン役を卒業したいと言っているので、『オーシャンズ14』が製作されることはないだろう。」という主旨の発言をした。2008年12月、ソダーバーグは3作全てに出演したバーニー・マックの死を理由に続編の可能性を再度否定した。
2015年10月、『オーシャンズ』の女性版の製作が進んでおり、サンドラ・ブロックが主演を務めると報じられた。2016年6月、ケイト・ブランシェット、ヘレナ・ボナム・カーター、ミンディ・カリング、エリザベス・バンクスがキャスト入りしたと報じられたが、バンクスの起用は誤報であった。8月、アン・ハサウェイ、リアーナ、サラ・ポールソン、オークワフィナの出演が決まった。10月25日、本作の主要撮影がニューヨークで始まった。撮影中、ダコタ・ファニングとダミアン・ルイスがロケ現場で目撃された。なお、ルイスの出演シーンは劇場公開版で全カットされた。
2016年11月11日、リチャード・ロビショーが本作に出演することになったとの報道があった。14日、マット・デイモンが本作でライナス・コールドウェルを再度演じると報じられた。ただし、デイモンの出演シーンは劇場公開版では全てカットされている。理由は公表されていないが、#MeToo運動を矮小化するかのような発言で批判されたことが原因だと一部で報じられた。2017年1月、ジェームズ・コーデンの出演が決まった。3月、本作の製作過程が終了した。

## 公開・興行収入
2018年6月5日、本作はニューヨークのアリス・タリー・ホールでプレミア上映された。
本作は『ヘレディタリー/継承』及び『ホテル・アルテミス 〜犯罪者専門闇病院〜』と同じ週に封切られ、公開初週末に4500万ドル前後を稼ぎ出すと予想されていたが、実際の数字はそれを下回るものとなった。2018年6月8日、本作は全米4145館で公開され、公開初週末に4160万ドルを稼ぎ出し、週末興行収入ランキング初登場1位となった。この数字は『オーシャンズ』シリーズとしては最高のものとなった。最終的な成績は、アメリカ国内で１億4000万ドル、海外で1億5000万ドルとなった。総興収で過去の『オーシャンズ』シリーズは、いずれも3～4億ドルをあげていたのに対し、本作は3億ドル未満で、シリーズ最低の結果に終わった。

## 評価
Rotten Tomatoesには188件のレビューがあり、批評家支持率は67%、平均点は10点満点で6.3点となっている。サイト側による批評家の見解の要約は「『オーシャンズ8』は3部作ほどテンポの良い作品ではない。しかし、そのセンスの良さと俳優陣の相性の良さは観客にチケットを買う理由として十分なものとなっている。」となっている。低評価についてアミータ役のカリングは、批評家は白人男性が多く公平でないのが理由だと不満を漏らしている。また、Metacriticには48件のレビューがあり、加重平均値は60/100となっている。なお、本作のCinemaScoreはB+となっている。

## 続編の可能性
2018年6月28日、サンドラ・ブロックは「『オーシャンズ8』が興行的に成功したなら、『オーシャンズ9』が製作される可能性はある」という主旨の発言をした。2020年現在、企画は発表されていない。

## テレビ放送
| 回 | 放送日        | 放送時間（JST）   | 放送局     | 放送枠          | 視聴率 | 備考         | 出典   |
| -- | ------------- | ----------------- | ---------- | --------------- | ------ | ------------ | ------ |
| 1  | 2020年7月10日 | 金曜21:00 - 22:54 | 日本テレビ | 金曜ロードSHOW! | 9.7%   | 地上波初放送 | [ 48 ] |